# Selenothrips rubrocinctus
Selenothrips rubrocinctus är en insektsart som först beskrevs av Alfred Giard 1901.  Selenothrips rubrocinctus ingår i släktet Selenothrips och familjen smaltripsar. Inga underarter finns listade i Catalogue of Life.